# Похмурий самурай
«Похмурий самурай»  (яп. たそがれ清兵衛 Тасогаре Сейбей)  — японський повнометражний фільм режисера Йодзі Ямада.

## Сюжет
Історія Сейбея — скромного самурая низького рангу і його сім'ї, що жили в епоху смути.

Сейбей переміг у двобої суперника дерев'яним мечем і як тільки про це стало відомо, його проти його ж волі вплутали в конфлікт всередині самурайського клану.

Він отримує наказ від сюзерена вбити такого ж як і він сам, самурая низького рангу — васала….

## Актори
- Хіроюкі Санада
- Ріе Міядзава
- Нендзі Кобаясі
- Рен Осуґі
- Міцуру Фукікоші
- Канако Фукаура
- Хіроші Канбе
- Мікі Іто
- Еріна Хашіґучі
- Рейко Кусамура

1. 1 2 3  Box Office Mojo — 1999.